# ألونزو افرايم
ألونزو افرايم (بالإنجليزية: Alonzo Ephraim)‏ هو لاعب كرة قدم أمريكية أمريكي، ولد في 8 نوفمبر 1981 في برمنغهام في الولايات المتحدة.

## وصلات خارجية
- ألونزو افرايم على موقع مرجع كرة القدم المحترفة.كوم (الإنجليزية)